# Cantón de Rugles
El cantón de Rugles era una división administrativa francesa, que estaba situada en el departamento de Eure y la región de Alta Normandía.

## Composición
El cantón estaba formado por dieciséis comunas:
- Ambenay
- Bois-Anzeray
- Bois-Arnault
- Bois-Normand-près-Lyre
- Chaise-Dieu-du-Theil
- Chambord
- Champignolles
- Chéronvilliers
- Juignettes
- La Haye-Saint-Sylvestre
- La Neuve-Lyre
- La Vieille-Lyre
- Les Bottereaux
- Neaufles-Auvergny
- Rugles
- Saint-Antonin-de-Sommaire

## Supresión del cantón de Rugles
En aplicación del Decreto n.º 2014-241 de 25 de febrero de 2014, el cantón de Rugles fue suprimido el 22 de marzo de 2015 y sus 16 comunas pasaron a formar parte del nuevo cantón de Breteuil.